# Samarskita-(Y)
La samarskita-(Y) és un mineral de la classe dels òxids que pertany al grup de la samarskita.

## Característiques
La samarskita-(Y) és un òxid de fórmula química YFe³⁺Nb₂O₈. Va ser aprovada com a espècie vàlida per l'Associació Mineralògica Internacional l'any 1980. Cristal·litza en el sistema ortoròmbic. La seva duresa a l'escala de Mohs es troba entre 5 i 6. És l'anàleg d'itri de la samarskita-(Yb).
Segons la classificació de Nickel-Strunz, la samarskita-(Y) pertany a «04.DB - Metall:Oxigen = 1:2 i similars, amb cations de mida mitjana; cadenes que comparteixen costats d'octàedres» juntament amb els següents minerals: argutita, cassiterita, plattnerita, pirolusita, rútil, tripuhyita, tugarinovita, varlamoffita, byströmita, tapiolita-(Fe), tapiolita-(Mn), ordoñezita, akhtenskita, nsutita, paramontroseïta, ramsdel·lita, scrutinyita, ishikawaïta, ixiolita, srilankita, itriocolumbita-(Y), calciosamarskita, samarskita-(Yb), ferberita, hübnerita, sanmartinita, krasnoselskita, heftetjernita, huanzalaïta, columbita-(Fe), tantalita-(Fe), columbita-(Mn), tantalita-(Mn), columbita-(Mg), qitianlingita, magnocolumbita, tantalita-(Mg), ferrowodginita, litiotantita, litiowodginita, titanowodginita, wodginita, ferrotitanowodginita, wolframowodginita, tivanita, carmichaelita, alumotantita i biehlita.

## Formació i jaciments
Va ser descoberta a Blyumovskaya, a la Reserva Natural d'Ilmen, als Monts Ilmen, óblast de Txeliàbinsk (Rússia), tot i que ha estat descrita en gairebé quatre-cents jaciments a tot el planeta.